# Daniella Cicarelli
Daniella Cicarelli Lemos (Belo Horizonte, 6 de novembro de 1978) é uma atleta do triatlo, apresentadora e ex-modelo brasileira. Tornou-se conhecida por seus programas na MTV Brasil. Em 2013 afastou-se da carreira artística para dedicar-se ao thriatlon.

## Biografia
Nascida e criada em uma família católica de Belo Horizonte. Ela é filha única da dona de casa Yara Cicarelli e do empresário Antonio de Pádua Lemos, que se casaram na Igreja Nossa Senhora Auxiliadora, na cidade mineira de Lavras, cidade natal de sua família, na noite de 15 de abril de 1978, com Yara grávida de três meses da filha Daniella.

## Carreira
Em 1996, aos dezessete anos, foi descoberta por um produtor de moda e se tornou modelo. Em 1998 mudou-se para São Paulo e assinou com a Ford Models, morando durante algum tempo em Nova Iorque e Londres para modelar. Em janeiro de 2001 ficou nacionalmente conhecida ao protagonizar um comercial da Pepsi. No mesmo ano fez uma participação na novela As Filhas da Mãe como a modelo Larissa. Em 2002 desfilou na São Paulo Fashion Week vestindo um biquíni de ouro e diamantes azuis.
Ainda em 2002 assinou com a MTV Brasil e estreou no comando do MTV Sports, Em 2003, apresentou na MTV Brasil, ao lado do VJ, Cazé Peçanha, o programa Notícias de Biquíni. Foi capa da revista Corpo a Corpo de setembro. No fim de 2003, foi eleita a mulher mais sexy do mundo pelos leitores da revista VIP, No ano de 2004 participou do filme Didi Quer Ser Criança, como a personagem Kátia, e em 2005, passa a apresentar o programa Beija Sapo.
Em 2008, assinou contrato com a Band, para apresentar o game show Quem Pode Mais de março a setembro daquele ano. Em 2009, apresentou junto com Otávio Mesquita, o programa Zero Bala, na TV Bandeirantes, uma espécie de game show no qual o prêmio máximo era um automóvel zero quilômetro.

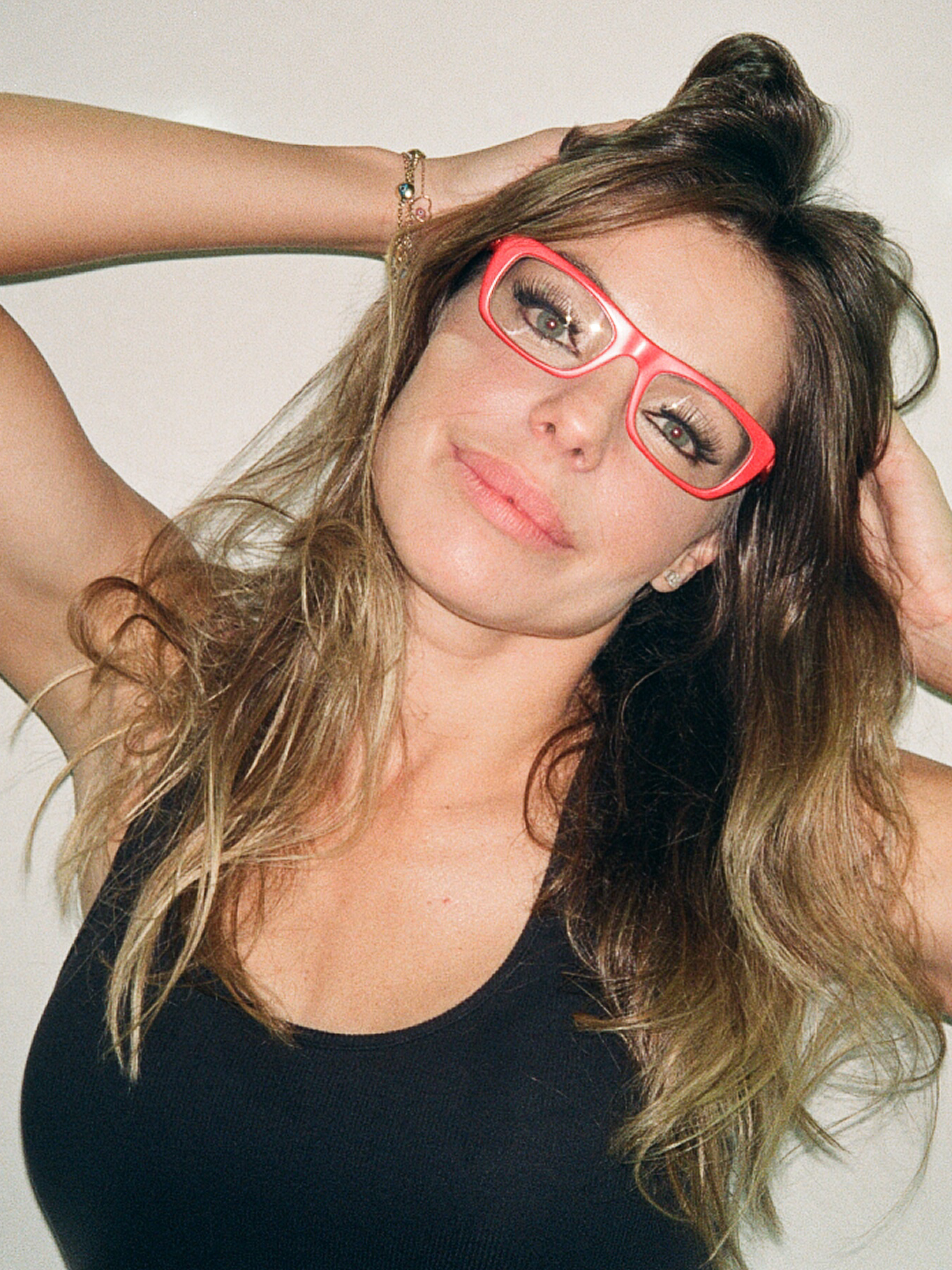
Cicarelli (2011)

Em 2012 retornou à MTV Brasil para apresentar o game show Provão MTV, ao lado de Thunderbird. Em fevereiro de 2013 foi contratada pela Rede Record para se tornar jurada do programa Got Talent Brasil. Em janeiro de 2014 apresentou o Domingo da Gente.

## Vida pessoal
Em 13 de junho de 2004, Daniella assumiu estar namorando com o ex-jogador de futebol Ronaldo, tendo anunciado o noivado no Fantástico em setembro de 2004. Em seguida, o jogador tatuou no pulso um "R", um coração e um "D", e passou a exibi-lo nas comemorações de seus gols. Casaram-se em uma cerimônia civil em São Paulo e uma cerimônia religiosa na França, no Castelo de Chantilly, em 14 de fevereiro de 2005. No dia 11 de maio o casal divorciou-se. Em 2005, a Reebok anunciou o cancelamento do contrato com Cicarelli. A fabricante de tênis alegou que a apresentadora apareceu em público durante uma gravação da MTV calçando um produto de outra marca, All Star, o que caracterizaria descumprimento de contrato.
De 2006 a 2007 namorou o economista Renato Malzoni Filho, com quem foi flagrada em setembro por um paparazzo fazendo sexo numa praia em Tarifa, na Espanha. Em janeiro de 2007, em cumprimento a uma ordem da Justiça Estadual de São Paulo, proferida em um processo movido pelo casal contra Internet Group, Organizações Globo e YouTube, as empresas brasileiras provedoras bloquearam o acesso de seus assinantes ao YouTube, como forma de impedir o acesso ao vídeo. Em 2010 começou a namorar o triatleta Frederico Schiliró. Em 2011, formou-se bacharel em direito pelas Faculdades Metropolitanas Unidas (FMU). Neste mesmo ano casou-se com Frederico. Durante o Video Music Brasil (VMB) ela anunciou a sua gravidez de seu primeiro filho com Frederico Schiliró. Ana Beatriz Cicarelli Schiliró nasceu através de cesariana, em um parto prematuro de sete meses, no Hospital Albert Einstein, em São Paulo, no dia 6 de dezembro de 2012. Em 2015 o casal divorciou-se.
Em 2017 começou a namorar o empresário Guilherme Menge, casando-se com ele em 2019.

## Filmografia
| Ano       | Título                  | Cargo / Personagem | Notas             |
| --------- | ----------------------- | ------------------ | ----------------- |
| 2002      | MTV Sports              | Apresentadora      |                   |
| 2003      | MTV Notícias de Biquíni | Apresentadora      |                   |
| 2003      | Daniella no País da MTV | Apresentadora      |                   |
| 2004–2005 | Dance o Clipe MTV       | Apresentadora      |                   |
| 2005–2007 | Beija Sapo              | Apresentadora      |                   |
| 2007      | Batalha de Modelos MTV  | Apresentadora      |                   |
| 2008      | Quem Pode Mais?         | Apresentadora      |                   |
| 2009      | Band Verão              | Apresentadora      | Especial de verão |
| 2009–2010 | Zero Bala               | Apresentadora      |                   |
| 2012      | Provão MTV              | Apresentadora      |                   |
| 2013      | Got Talent Brasil       | Jurada             |                   |
| 2013      | Domingo da Gente        | Apresentadora      |                   |
| 2023      | Socorro, Cicarelli      | Apresentadora      |                   |

## Medalhas
| Ano  | Evento                            | Medalha         |
| ---- | --------------------------------- | --------------- |
| 2022 | Campeonato Americano de Thriatlon | Medalha de ouro |